# بچه‌های برزیلی: جنگل مال ماست
بچه‌های برزیلی: جنگل مال ماست (پرتغالی: Brichos - A Floresta É Nossa) یک فیلم پویانمایی برزیلی محصول سال ۲۰۱۲ می‌باشد که توسط پائولو مونهوز کارگردانی شده‌است. این فیلم ادامهٔ پویانمایی بچه‌های برزیلی در سال ۲۰۰۷ است.

## بازیگران
- پائولو مونهوز در نقش تالس
- رنت لیون در نقش ژایرزینیو
- وادکو اسکتینی در نقش باندیرا
- فابیولا ناسیمنتو در نقش دومونت‌زینیو
- مارسلو تاس در نقش آقای بردستروی
- میشل پوچی در نقش پاندا کوچولو
- آنتونیو ابوجامرا در نقش ال كوركوفا
- آندره ابوجامرا در نقش راتائو
- هلیو باربوسا در نقش سام بالدیگل
- ولینگتون ویلا در نقش جگوار
- انئاس لور در نقش روبینلسون
- مائورو زاناتا در نقش پی. دومونت
- رجینا ووگ در نقش مادام ایسیس
- لتیسیا لیته در نقش مایا